# Mistrzostwa Świata w Judo 1967
5. Mistrzostwa Świata w Judo odbyły się w dniach 9–11 sierpnia 1967 w Salt Lake City (Stany Zjednoczone). Rywalizowali na nich tylko mężczyźni.

## Klasyfikacja medalowa
| Miejsce | Państwo          |   |   |   | Razem |
| ------- | ---------------- | - | - | - | ----- |
| 1       | Japonia          | 5 | 3 | 4 | 12    |
| 2       | Holandia         | 1 | 1 | 1 | 3     |
| 3       | Niemcy           | 0 | 1 | 2 | 3     |
|         | Korea Południowa | 0 | 1 | 2 | 3     |
| 5       | ZSRR             | 0 | 0 | 2 | 2     |
| 6       | Wielka Brytania  | 0 | 0 | 1 | 1     |

## Medaliści
| Konkurencja: | Złoto:            | Srebro:          | Brąz:                             |
| −63kg        | Takafumi Shigeoka | Hirofumi Matsuda | Kim Byung-sik Siergiej Suslin     |
| −70kg        | Hiroshi Minatoya  | Park Keil-soon   | Takehide Nakatani Park Chung-sam  |
| −80kg        | Eiji Maruki       | Martin Poglajen  | Shinichi Enshu Brian Jacks        |
| −93kg        | Nobuyuki Satō     | Osamu Sato       | Ernst Eugster Peter Hermann       |
| +93 kg       | Wim Ruska         | Nobuyuki Maejima | Anzor Kiknadze Takeshi Matsuzuka  |
| Open         | Mitsuo Matsunaga  | Klaus Glahn      | Peter Hermann Masatoshi Shinomaki |